# Genesis Award
Der Genesis Award ist ein Filmpreis, der jährlich im Monat März in Kalifornien verliehen wird. Er wurde im Jahr 1986 von Gretchen Wyler, einer US-amerikanischen Schauspielerin und Tierschützerin, ins Leben gerufen und wird von der Tierschutzorganisation Humane Society of the United States präsentiert. Mit dem Preis werden Personen geehrt, die Tierschutzthemen und alles was damit zusammenhängt in Dokumentar- oder Spielfilmen oder Magazinen in den Medien zu ihrem Thema gemacht haben.
Preisträger sind unter anderem Anderson Cooper, Peter Gabriel, Ellen DeGeneres, Jane Goodall, Michael Jackson, David E. Kelley, Paul McCartney, Arthur Miller, Stephen Colbert, Oprah Winfrey, Prince und Jacques-Yves Cousteau. Um die Genesis Awards zu präsentieren, wurde im Jahr 1991 die Organisation The Ark Trust, Inc. gegründet. Übertragen wurden die Verleihungen auf Discovery Channel und Animal Planet.

## Gewinner
1986:
- Magnum
- Harrys wundersames Strafgericht

1987/1988:
- Bigfoot und die Hendersons
- Star Trek IV: Zurück in die Gegenwart
- Benji – Sein größtes Abenteuer
- Gimme a Break!

1989:
- Hachiko Monogatari
- Punky Brewster
- Ein Engel auf Erden

1990:
- Alles Okay, Corky?

1991:
- Gorillas im Nebel
- Der Bär
- Peaceable Kingdom
- Ferris macht blau
- L.A. Law – Staranwälte, Tricks, Prozesse

1992:
- Bernard und Bianca im Känguruhland
- Designing Women
- Die Dinos
- MacGyver

1993:
- City Slickers – Die Großstadt-Helden
- Wolfsblut
- Zurück in die Vergangenheit
- The New Lassie

1994:
- Ein Hund namens Beethoven
- FernGully – Christa und Zaks Abenteuer im Regenwald
- Sisters
- Roseanne
- Rescue 911
- Der Doris Day-Musik Award - Megadeth „Countdown to Extinction“

1995:
- Free Willy – Ruf der Freiheit
- Golden Palace
- Dead at 21
- Jane Goodall

1996:
- Black Beauty (1994)
- Lisa als Vegetarierin (Die Simpsons)
- Dr. Quinn – Ärztin aus Leidenschaft

1997:
- Ein Schweinchen namens Babe
- Verrückt nach dir
- Chicago Hope – Endstation Hoffnung
- Der Doris Day-Musik Award - Michael Jackson „Earth Song“

1998:
- Amy und die Wildgänse
- Ellen
- Baywatch – Die Rettungsschwimmer von Malibu

1999:
- Shiloh
- Alle lieben Raymond
- Millennium – Fürchte deinen Nächsten wie Dich selbst
- Leeza
- Wild Rescues

2000:
- Mein großer Freund Joe
- Chaos City
- Practice – Die Anwälte
- Prince – Rave Un2 the Joy Fantastic

2001:
- Instinkt
- Der Gigant aus dem All
- Für alle Fälle Amy
- Leeza
- Road Rules: Semester at Sea

2002:
- Chicken Run – Hennen rennen
- Popular
- Family Law
- Politically Incorrect
- Wild Rescues

2003:
- Dr. Dolittle 2
- Dharma & Greg
- Law & Order
- Within These Walls
- Animal Precinct
- Der Doris-Day-Musik Award – Claude Carmichael & Pete Wasner „Bearly Hangin’ On“

2004:
- Spirit – Der wilde Mustang
- Meine wilden Töchter
- Practice – Die Anwälte „Small Sacrifices“, Everwood „Deer God“
- Animal Cops: Detroit

2005:
- Natürlich blond 2
- Findet Nemo
- Alle lieben Raymond „The Bird“
- Cell Dogs
- Best Friend Forgotten

2006:
- Zwei Brüder
- Benji: Off the Leash!
- The Corporation
- Huff – Reif für die Couch
- Meine wilden Töchter „Finale: Part Deux“, Sid Caesar
- The Montel Williams Show
- Animal Cops: Houston
- Der Doris Day-Musik Award - Nellie McKay „The Dog Song“

2007:
- Fast Food Nation
- Schweinchen Wilbur und seine Freunde
- Happy Feet
- The Wild Parrots of Telegraph Hill
- Corrida de Toro (Die Simpsons)
- Bones – Die Knochenjägerin „The Woman in Limbo“
- Larry King Live

2008:
- Year of the Dog
- Immer wieder Jim
- CSI: Den Tätern auf der Spur „Unbearable“
- Das Hausbau-Kommando – Trautes Heim, Glück allein „The DeAlea Family“
- Paul McCartney

2009:
- Bolt – Ein Hund für alle Fälle
- Sharkwater – Wenn Haie sterben
- Rinderwahn (Die Simpsons)
- Grey’s Anatomy „Life During Wartime“
- 30 Days „Animal Rhigts“
- Planet in Peril
- Hayden Panettiere

2010:
- Hotel for Dogs und Oben
- Die Bucht
- Family Guy (Folge „Da liegt der Hund begraben“)
- Bones – Die Knochenjägerin (Folge „Hennen, Hahn und Hinterlist“)
- The Ellen DeGeneres Show
- Whale Wars
- Death on a Factory Farm
- Lifetime Achievement Award – Tippi Hedren
- Ellen DeGeneres und Portia de Rossi

2011:
- How to Train Your Dragon
- The Elephant in the Living Room
- The Colbert Report
- True Blood
- The Oprah Winfrey Show
- Last Chance Highway
- Kristin Davis

2012:
- Planet der Affen: Prevolution
- Born to Be Wild
- The Colbert Report
- Hawaii Five-0 „Lapa’au“
- The Ellen DeGeneres Show
- Animal Planet Investigates „Captive Hunting Exposed“
- Gordon Ramsay: Shark Bait
- 20/20
- Pritish Nandy
- Ian Somerhalder

2013:
- Kesha
- Der Ruf der Wale
- The Colbert Report
- Harry’s Law, Gorilla My Dreams
- Ivory Wars
- Wild Justice
- 60 Minutes